# Titti De Simone

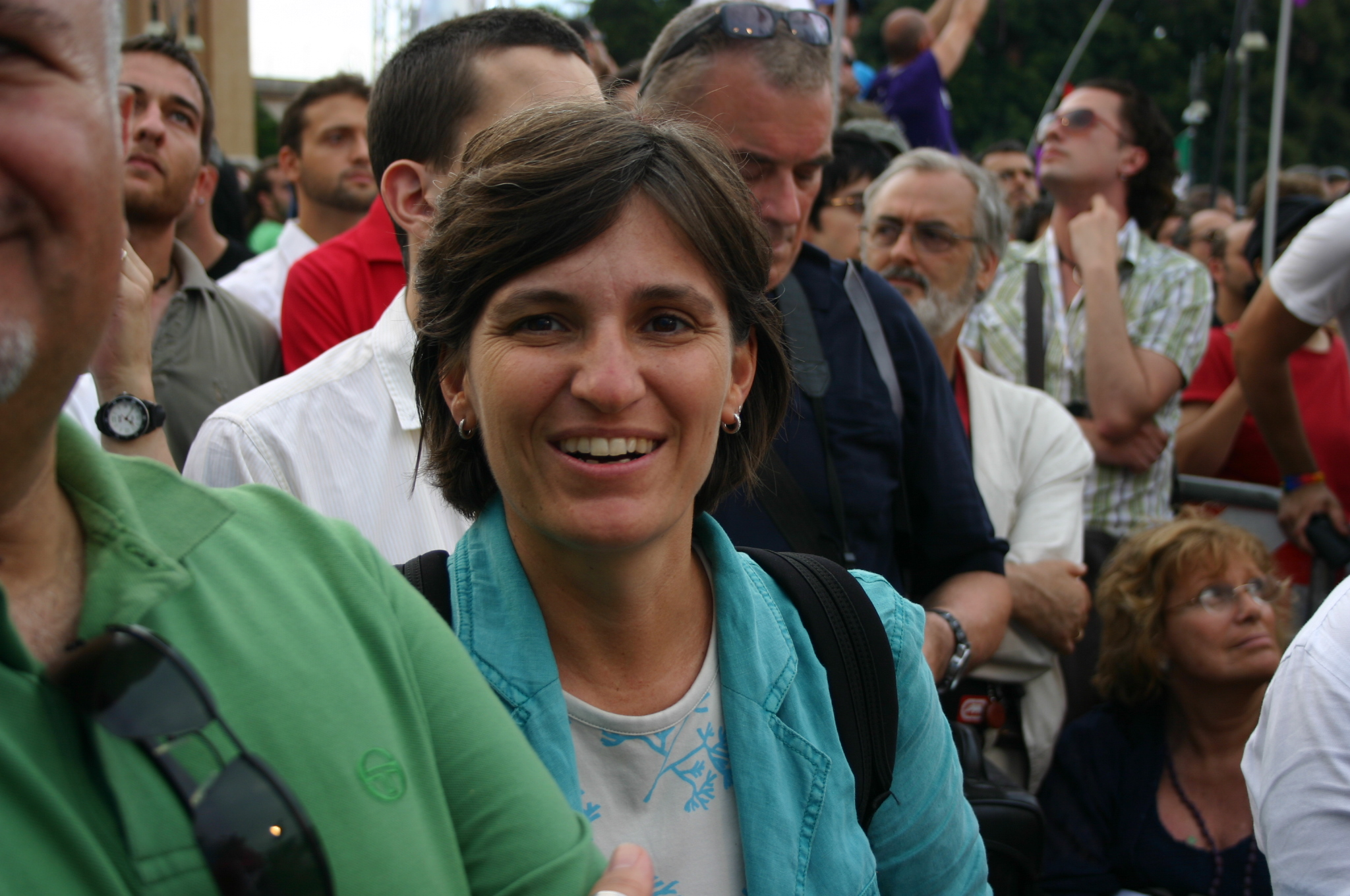
Titti De Simone (2007)

Titti De Simone (eigentlich Caterina De Simone, * 15. Februar 1970 in Palermo) ist eine italienische Politikerin. Sie ist Mitglied der Partito della Rifondazione Comunista und setzt sich insbesondere für Lesben- und Schwulenrechte ein. Von 2001 bis 2008 war sie Abgeordnete in der Camera dei deputati, seither ist sie wie ihre Partei nicht mehr vertreten.